# دير سيمونوس بتراس
دير سيمونوس بتراس
Simonos Petras

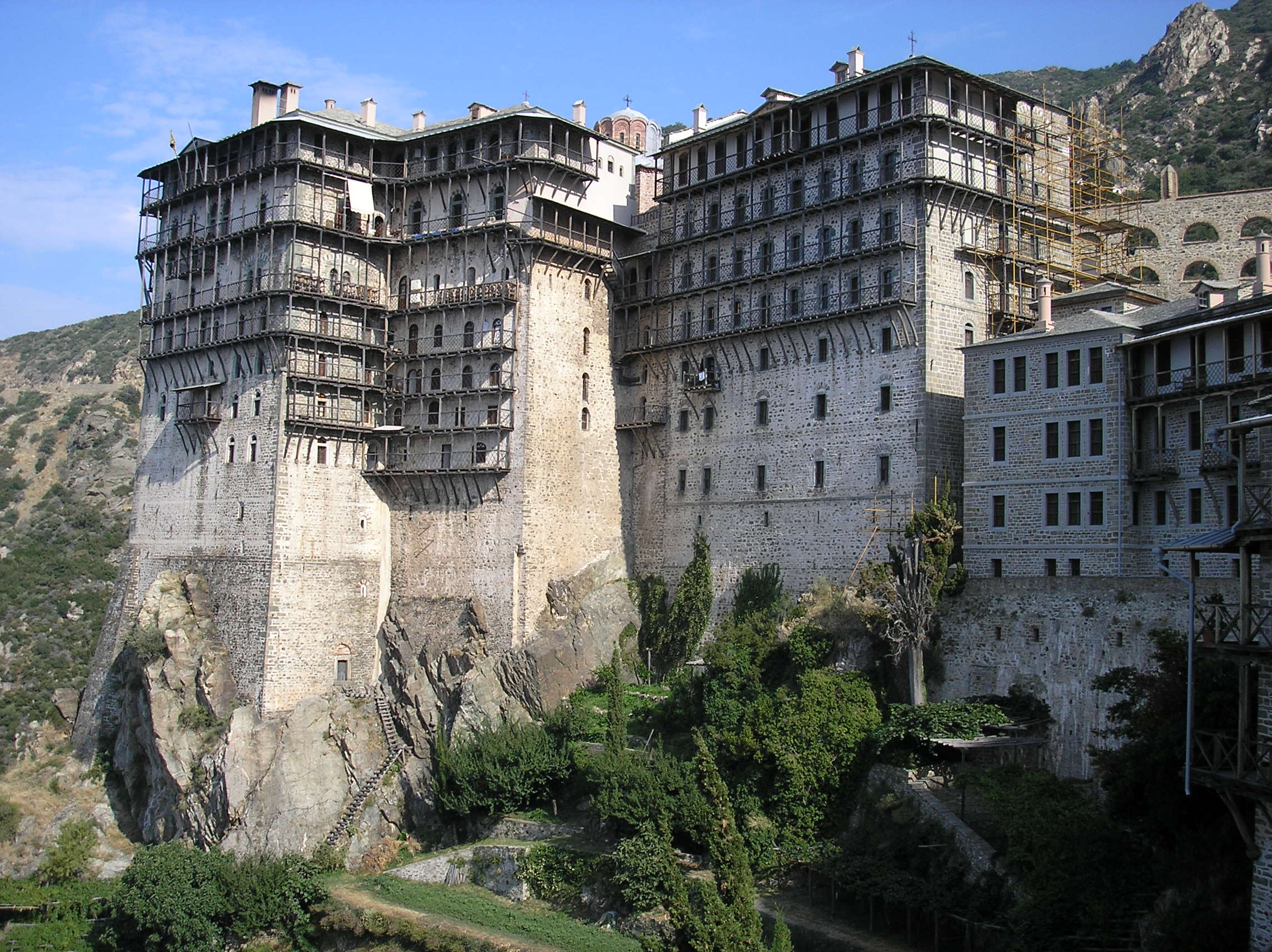
Kloster Simonos Petras

هو دير في اليونان مبني على قمة صخرة عظيمة في شبه جزيرة أتوس وهو للكاثوليك والأرثوذكس.
بني في القرن الثالث عشر، حيث قام بتشييده سيمون الأثونيتي، ثم قام حاكم الصرب «يوبهن أوغليشا» يتوسيعه في عام 1364.
تعرض لحريق في القرن 16 ولهحقت به أضرار كبيرة، فقام الأمير الروماني «ميشائيل الشجاع» بتجديده. خلال القرون الأولى كان معظم رهبانه من الصرب.
أثناء حكم العثمانيين لم يعتنوا به، فنزح إليه رهبان من اليونانيون قادمين من آسيا الصغرى وبقوا فيه. وصله كثالك بعض الرهبان اليونانيون أثناء هروبهم من الانقلاب العسكري في اليونان. وارتفعت مرتبته منذ عام 1973 بين الأديرة الأخرى.
يذكر الدير طبقا لهيئة بنيته بأديرة التبت. وهو يقع على ارتفاع 200 متر على صخرة عظيمة شديدة الانحدار. يبلغ ارتفاع مبنى الدير نفسه نحو 40 متر ويحتوي على 10 طوابق.

## اقرأ أيضا
- دير سانت كاترين
- طوبوغرافيا مسيحية